# 绿水镇 (营山县)
绿水镇，是中华人民共和国四川省南充市营山县下辖的一个乡镇级行政单位。2019年10月，撤销安固乡，将其所属行政区域划归绿水镇管辖。

## 行政区划
绿水镇下辖以下地区：
绿水街道社区、沙桥村、大桥村、合水村、谷仓村、歌杨村、干坝村、透龙村、寨门村、文殊村、大堰村、石梁村、龙泉村、猴坪村、锁口村和水洞村,四里村、烟顶村、石桥村、皂角村、桩子村、大屋村、群力村、浮山村、川洞村和宝顶村。